# Hubenbauertörl
Das Hubenbauertörl ist ein 2051 m ü. A. hoher Pass über den Alpenhauptkamm der Schladminger Tauern in der Steiermark.

## Lage und Landschaft
Die Pass liegt zwischen dem Kleinsölktal bei Gröbming im Ennstal und der Krakau im Rantenbachtal bei Murau im Ennstal. Westlich steht der Lachkogel (ca. 2270 m), ein Vorgipfel des Kirchelecks (2414 m). Östlich erhebt sich die Flederweißspitze (2386 m).
Südwärts entspringt auf der Hubenbauernalm  der Hubenbauerbach, der über Etrachbach und Rantenbach in die Mur mündet. Nordwärts unterhalb – die Fluren heißen hier Speikleiten am Lachkogel, Rosskar unter dem Pass und Edelfeld im Osten – fließt der Strieglerbach zum Kleinsölkbach, und dieser über den Sölkbach zur Enns zugeht. Damit gehört der Pass zum Alpenhauptkamm.
Das Hubenbauertörl bildet eine orographisch signifikantere Einschartung der Niederen Tauern. Im Osten liegt die Berggruppe zwischen den beiden Sölktälern (Klein- und Großsölktal), dem Ranten- und dem Katschbachtal, die sich bis zum Sölkpass erstreckt. Diese umfasst unter anderem den Großen Knallstein (2599 m) und das Rupprechtseck (2591 m). Westlich befindet sich das Massiv des Predigtstuhls (2543 m), das bis zum Rantentörl reicht.
Im Raum gibt es mehrere Karseen, einen direkt am Pass, den Grübelsee östlich und eine Lackengruppe westlich nach der Speikleiten.

## Touren
Südlich unterhalb des Passes liegen im Raum des Etrachsees etliche Berghütten, ebenso nördlich im Strieglerbachtal mehrere bewirtschaftete Almen. Die Passüberquerung ist unschwer.
Über den Pass verläuft der Zentralalpenweg (österreichischer Weitwanderweg 02), hierorts auch Tauern-Höhenweg genannt (Seckau bis Krimml respektive Ahrntal), und der Steirische Landesrundwanderweg (alpin-Variante). Beide steigen vom Etrachsee her auf, führen unterhalb das Kamms an der Speikleiten recht ausgesetzt hinüber zur Hinterkarscharte (2274 m) und dann in Varianten durch das Predigtstuhl-Massiv. Die eigentliche Kammüberschreitung ist hier vergleichsweise einfach.